# Sanskary
Sanskary – w filozofii indyjskiej to subtelnej natury ślady, dokonanych przez jednostkę czynów. To one tworzą strukturę, decydującą o fizycznych i psychicznych możliwościach danej istoty w obecnym i przyszłym życiu.